# Akut tubulo-interstitiel nefropati
Akut tubulo-interstitiel nefropati (i Danmark oftest forkortet ATIN, internationalt Acute Tubular Necrosis, ATN), er den medicinske betegnelse for shock-nyre. Det betegner en tilstand, hvor nyrerne, grundet påvirkning af enten giftstoffer i kroppen (toksiner), iltmangel eller begge dele, fungerer på et nedsat niveau, eller evt. holder helt op med at fungere. Dette kompliceres ofte af, at kredsløbet fungerer dårligt og/eller at en infektion eller uhensigtsmæssig nedbrydning af kroppens væv belaster nyrerne yderligere. Resultatet er en akut, men i mange tilfælde forbigående, tilstand af nedsat eller manglende nyrefunktion, uden at der ses blivende forandringer i nyrevævet. 
Hyppigheden af ATIN ligger på 50-70 tilfælde pr. 1 million mennesker; 1-2% af disse ses i forbindelse med fødsler. I 3.verdenslande findes der dog en højere forekomst af ATIN i forbindelse med fødsler. Dette skyldes forringede muligheder for at foretage komplicerede kirurgiske indgreb. Ligeledes ses en højere forekomst af ATIN i lande, der ikke har fri adgang til abort, som følge af illegale, dårligt udførte aborter. 

## Årsag
Indre blødninger i typisk mave-tarm-kanalen kan sænke blodtrykket til et niveau, der kan nedsætte nyrernes funktion; også blodpropper i hjertet kan have denne effekt. Fælles for begge er, at nyrernes funktion genoptages, så snart blodtrykket igen finder et normalt niveau, eller hjertet genoptager sin normale funktion. Denne tilstand er således "kun" et kortvarigt fænomen. 
Patienter med ATIN har nedsat eller manglende udskillelse af affaldsstoffer gennem nyrerne. Derfor vil der ophobes bl.a. karbamid, kreatinin og syre i blodbanen. Disse stoffer vil være tiltagende giftige (toksiske) for kroppen, og den øgede koncentration af salte i blodet vil føre til overhydrering (ophobning af væske) i kroppen. Samtidig er der en stor sandsynlighed for, at erythropoietinproduktionen, et hormonder hjælper til at danne nye røde blodlegemer, falder, hvilket kan føre til blodmangel (anæmi). 
Tilstanden kaldes først ATIN, når andre faktorer end kredsløbet også spiller ind på nyrernes funktion. Disse vil oftest omfatte svær infektion, og muligvis vævsdestruktion (som følge af f.eks. akut pancreatitis). Blodets pH kan falde (som følge af vævsdestruktionen og den nedsatte nyrefunktion) og føre til acidose. Har patienten nefropati i forvejen er der øget risiko for at udvikle ATIN.

## Symptomer
Symptomerne på ATIN opdeles i to faser:

### Den initielle fase
I den indledende fase vil patienten være mest præget af den sygdom eller årsag, der udløste ATIN. De kan derfor udvise meget forskellige symptomer; enkelte vil være næsten upåvirkede, mens andre vil være alment dårlige, måske endda med blodtryksfald eller svigt af op til flere forskellige organer. 

### Den etablerede fase
I den etablerede fase vil symptomerne stadig være præget af patientens oprindelige sygdom, der udløste ATIN. Afhængig af, hvor velbehandlet denne grundsygdom er vil symptomerne herfra være mere eller mindre tydelige. 
Herudover vil patienten efterhånden begynde at have bortfald af nyrefunktionen, der som nævnt vil kunne føre til acidose, overhydrering og ophobning af urinsyrestoffer i blodet, der igen fører til en forgiftningstilstand. Yderligere symptomer kan være oliguri, der er defineret ved en urinproduktion på mindre end 400 ml. i døgnet, samt ophobning af kalium i blodet (hyperkaliæmi), der giver markant øget risiko for hjertestop. Af disse er oliguri og hyperkaliæmi mest livstruende for patienten. 
Oliguri ses hos 40-50% af patienter med ATIN. Det er sjældent at se patienter, der helt holder op med at producere urin; hvis dette sker, er det oftest en følge af, at urinen ikke ledes fra nyrerne til blæren, snarere end et udtryk for, at nyrerne er holdt op med at producere urin. Alternativt kan blodtilførslen til nyrerne være nedsat eller manglende, hvorfor nyrerne ikke kan filtrere blodet. Patienter med oliguri har stor risiko for at blive overhydrerede, og dermed udvikle ødemer i kroppen, lungerne og/eller hjernen, der kan føre til bevidsthedssløring, krampetilfælde eller bevidstløshed.
ATIN kan påvirke mave-tarm-kanalen, så patienten udvikler anorexi, indtil tilstanden er behandlet. Dette kan føre til hæmoragisk gastritis og/eller mavesår, der viser sig ved blodig opkastning (hæmatemese) og afføring (melæna). Dette var en hyppig dødsårsag indtil dialyse blev en almindelig behandlingsmetode. 
ATIN påvirker centralnervesystemet på alle patienter. Initielt bliver patienten træt og mat. Hvis ikke der iværksættes dialyse, så affaldsstofferne fjernes fra blodbanen, vil patienten have høj risiko for at blive tiltagende uklar, og kan til sidst blive bevidstløs. Enkelte vil også kunne få krampeanfald eller blive psykotiske. 
Hjerte, lunger og kredsløb kan ligeledes påvirkes. Er patienten meget medtaget, og har han nået et stadie, hvor flere organer fungerer dårligt eller slet ikke, er der stor sandsynlighed for, at patienten vil påkræve intravenøs væsketerapi for at opretholde sit blodtryk. Har patienten hyperkaliæmi vil hjertet kunne begynde at slå uregelmæssigt; hvis ikke blodets saltbalance genoprettes vil dette kunne resultere i hjertestop. Hvis patienten samtidig har lav pH i blodet, vil det kunne forværre hyperkaliæmien. Den lave pH vil samtidig kunne give hyperventilation, evt. Kussmauls respiration, idet kroppen forsøger at udlufte CO2 for derved at slippe af med noget af syren i blodet. 
Der er tillige flere kliniske undersøgelser, der kan hjælpe til at finde den rigtige diagnose og behandling for patienten: Urinprøven vil typisk vise et lavt indhold af kreatinin og et natriumindhold på 50-60 mmol/l. Der vil også ofte kunne ses noget mørkt, kornet udfald i urinen – dette er et sediment, der indeholder udstødte tubulusceller fra nyrerne. Oliguriske patienter vil udvise stigende kalium, kreatinin, karbamid og fosfat i blodprøven. Der vil ligeledes kunne ses blodmangel, enten på grund af ovennævnte nedsættelse af erythropoietinproduktionen, som følge af blødninger eller nedsat levetid af de eksisterende erythrocytter. Patientens kan have øget blødningtendens som følge heraf. 
Det skal understreges, at ovenstående kun gælder visse patienter; velbehandlet giver ATIN kun enkelte af disse symptomer, i større eller mindre grad. Forløbet vil oftest være forskelligt fra patient til patient. 

## Undersøgelser
ATIN er svær at forebygge, uanset hvilke undersøgelser, der iværksættes. 
En ultralydsundersøgelse af nyrerne kan, efter ATIN, påvise renal kortikalnekrose (skrumpede nyrer), og kan således medvirke til at diagnosticere evt. senkomplikationer af ATIN. Er nyrerne skrumpet vil de have tilsvarende nedsat funktion, hvorfor kronisk dialyse eller enddog nyretransplantation kan blive konsekvensen. 

## Behandling
Hospitalisering er absolut nødvendig. Der kræves et rimeligt højt behandlings- og observationsniveau, dels for at behandle selve ATIN, dels for at opretholde samtidig behandling af den udløsende sygdom. 
Den akutte påvirkning af nyren søges behandlet på flere fronter: primært forsøges det at opretholde den korrekte væske- og saltbalance i kroppen, ved at tage hyppige blodprøver og korrigere afvigelser. Især øget mængde kalium i blodet søges behandlet så hurtigt som muligt. Samtidig skal patienten sikres en tilstrækkelig tilførsel af kalorier til at dække kroppens energibehov – dette vil ofte gøres med infusion af sukkerholdige væsker i form af enten isoton eller hyperton glucoseinfusionsvæske. Man fravælger at give patienten sonde- eller intravenøs ernæring, da man søger at begrænse tilførslen af proteiner fra denne kost, der yderligere ville forskyde kroppens væskebalance. Oliguriske patienter og patienter, hvis pH ikke kan reguleres anderledes, kan være kandidater til tidlig dialysebehandling, ligesom det vil være almindeligt at holde urinproduktionen oppe ved at stimulere nyrerne med vanddrivende medicin. Patienten vil skulle vejes dagligt, da vægten giver et fingerpeg om, hvor store mængder væske, han mister eller ophober. 
Hvis ATIN er velbehandlet strækker forløbet sig typisk over 1-2 uger. Herefter vil de fleste patienter gå ind i restitutionsfasen, hvor nyrerne begynder at bedres, og dermed genoptage normal funktion. For oliguriske patienter vil urinproduktionen stige, for visse endda til langt over normalt niveau; dette er en reaktion på ophobningen af væske i kroppen, der således søges udskilt. Det er ikke ualmindeligt at se urinproduktion på flere hundrede mililiter i timen. I restitutionsfasen vil nyrernes bedring også kunne medføre, at evt. dialysebehandling kan afsluttes. 
Patientens prognose vil være meget afhængig af den grundsygdom, der udløste ATIN, samt af hvilke komplikationer, der måtte støde til. Hvis flere organer bliver påvirket forringes prognosen. I gennemsnit giver ATIN en dødelighed på 50-70%. Andre 20-40% bliver helbredt for ATIN, og har efterfølgende kun let eller slet ingen påvirkning af nyrefunktionen. For 10% bliver følgen af ATIN en kronisk nedsat nyrefunktion, der kan betyde vedvarende behov for dialyse, og for nogle vil transplantation være en konsekvens af ATIN.

## Komplikationer
Patienter med ATIN er, undervejs i forløbet, i nogen risiko for at udvikle komplikationer i form af infektionssygdomme, herunder især lungebetændelse. Også kredsløbet er i risiko for at give komplikationer; således er akut myokardieinfarkt ikke ualmindeligt. 